# Goniastrea retiformis
Goniastrea retiformis är en korallart som först beskrevs av Jean-Baptiste Lamarck 1816.  Goniastrea retiformis ingår i släktet Goniastrea och familjen Faviidae. IUCN kategoriserar arten globalt som livskraftig. Inga underarter finns listade i Catalogue of Life.